# Bundesstraße 460
Die Bundesstraße 460 (Abkürzung: B 460) ist eine Bundesstraße in Deutschland. Sie führt von Lorsch im Landkreis Bergstraße nach Hetzbach im Odenwaldkreis durch das südliche Hessen und ist auch als Siegfriedstraße bekannt.

## Verlauf
Die Bundesstraße 460 beginnt im Westen in der Ebene des Hessischen Ried als Verlängerung der Landesstraße L 3111, die von dem nordwestlich gelegenen Einhausen kommt, und zwar mit einer Brücke über die hier vierstreifige Bundesstraße 47, an die ein kreuzungsfreier Anschluss besteht. Das Hessische Ried hat hier eine Höhenlage von 95 Meter. Nur ein Kilometer westlich dieser Anschlussstelle liegt die Autobahnabfahrt Lorsch der Bundesautobahn 67 zur B 47. Die B 460 führt als Ortsumgehung östlich an Lorsch vorbei in Richtung Heppenheim. Sie überquert dabei zunächst mit einer einzigen Brücke in einem spitzen Winkel die untere Weschnitz sowie quer dazu die Nibelungenbahn und parallel zu dieser die hier als Bensheimer Straße bezeichnete Kreisstraße K 31, an die die B 460 mit zwei Verbindungsbögen angeschlossen ist. Nach einem weiteren Kilometer parallel zur Weschnitz zweigt die L 3111 als Friedensstraße nach Westen in die südlichen Stadtviertel von Lorsch ab. Sodann folgt die Autobahnabfahrt Heppenheim der Bundesautobahn 5. Als Lorscher Straße führt sie in das Stadtzentrum von Heppenheim und unterquert dabei nördlich des Bahnhofs die Bahnstrecke Frankfurt am Main–Heidelberg, bevor sie am Postplatz in die Bundesstraße 3 einmündet und dieser für eine kurze Strecke nach Norden folgt. Dann zweigt sie wieder nach Osten ab und führt im Tal des Stadtbachs südlich der Starkenburg aus der Ebene und von der Bergstraße in den Vorderen Odenwald. Dessen kleinteiligem Gebirgsrelief ist geschuldet, dass die Bundesstraße relativ kurvenreich dem Tal folgend über Kirschhausen am Guldenklingerhof den 280 Meter hohen Übergang zur Weschnitzsenke erreicht. Die Straße folgt sodann talwärts dem Lauf des Pfalzbachs, der auch als Lörzenbach bekannt ist. Sie führt dabei kurz nacheinander durch die Orte Wald-Erlenbach, Mitlechtern und Lauten-Weschnitz, bevor sie bei Lörzenbach in 195 Meter Höhe den Talgrund der Weschnitz erreicht und sich hier mit der Bundesstraße 38 vereint, der sie vier Kilometer talaufwärts nach Nordosten folgt. Dabei teilt sie mit ihr die Ortsdurchfahrt der Kerngemeinde Fürth und trennt sich von ihr in östlicher Richtung in der Ortsdurchfahrt von Krumbach. Gleich hinter Brombach verengt sich die Weschnitzsenke bei dem Weiler Leberbach zu einem engen Kerbtal, das den Tromm-Odenwald durchschneidet. Bei Weschnitz und Ober-Ostern öffnet sich das Tal wieder. Nach Süden in das obere Weschnitztal zweigt die L 3346 ab und führt über Hammelbach nach Wahlen in den Überwald. Nach Norden zweigt die K 52 ab und führt über Ober-Ostern nach Unter-Ostern und ins Gersprenztal. Die Kreuzung liegt in 330 Meter Höhe auf einer Wasserscheide. Hier verlässt die Straße das Weschnitztal. Am Südrand des Gersprenzgebiets verlässt die Straße den Vorderen Odenwald und erreicht den Sandstein-Odenwald. Sie steigt am Nordhang des 521 Meter hohen Kahlberg weiter auf zur 413 Meter hoch gelegenen Wegscheide, dem Übergang in das Mümlinggebiet. Dem Namen gerecht werdend, befindet sich hier oben eine Straßenkreuzung. Die Bundesstraße wird von der L 3105 gequert, die von Wald-Michelbach im Süden zur B 38 bei Reichelsheim nach Norden führt. Hinter der Wegscheide fällt die Straße entlang des Marbachs, der auch unter den Nebennamen Schmerbach oder Streitbach bekannt ist, in südöstlicher Richtung stetig ab bis auf 250 Meter zu ihrem Endpunkt, der Einmündung in die Bundesstraße 45 im Mümlingtal bei Marbach zwischen Ebersberg und Oberzent-Hetzbach. Unterwegs berührt sie noch die Orte Hiltersklingen und Hüttenthal (Mossautal) sowie den Marbach-Stausee.

## Geschichte
Wie alle Bundesstraßen mit einer Ordnungsnummer über 399 wurde auch die Bundesstraße 460 erst nach dem Jahr 1960 dem überregionalen Verkehr unter der Straßenbaulast des Bundes gewidmet. Sie folgt in ihrer Streckenführung der schon vorher als Siegfriedstraße bekannten Ferienstraße. In den Ortsdurchfahrten führt sie vielfach den Straßennamen Siegfriedstraße.

## Ausbauzustand
Die Bundesstraße 460 verfügt auf der ganzen Länge über lediglich einen Fahrstreifen in jeder Fahrtrichtung. Weitgehend kreuzungsfrei und als Ortsumfahrung ausgebaut ist das Teilstück westlich von Heppenheim. Es gibt insgesamt neun Ortsdurchfahrten.
Zwischen Kirschhausen und Guldenklinger Höhe wird auf einer 1400 Meter langen Strecke im Wasserschutzgebiet die Fahrbahn erneuert. Das Oberflächenwasser der Fahrbahn soll künftig kontrolliert in ein Überlaufbecken und in ein Versickerungsbecken abgeleitet werden. Bis zum 2. Juni 2012 sollten die Bauarbeiten abgeschlossen sein.
Im Bereich des Weilers Leberbach zwischen Brombach und Weschnitz ist im Jahr 2010 das Planfeststellungsverfahren für den Ausbau der Bundesstraße 460 auf einer Länge von 566 Meter beantragt worden. Zweck ist unter anderem die Beseitigung eines Unfallpunktes.